# Akademie Deutsche POP

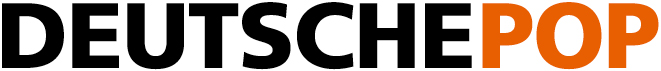
Akademie-Deutsche-POP-Logo

music support group GmbH – Firmenzentrale in Eichenau bei München

Die Akademie Deutsche POP war eine private Akademie für Aus- und Weiterbildung. Der Schulbetrieb wurde im Januar 2024 aufgrund eines Insolvenzverfahrens eingestellt.

## Geschichte

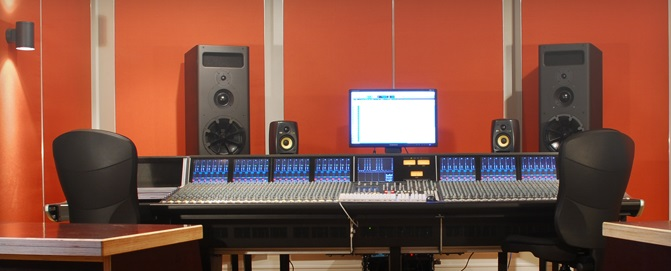
Beispiel der Ausstattung – Tonstudio am Standort Berlin

1989 begann Rüdiger J. Veith damit, mit seinem „Musikforum Rüdiger J. Veith“ Instrumental-, Ton- und Kompositionsunterricht sowie Bandcoaching anzubieten. 1994 schlossen sich mehrere unabhängige Unternehmen der Musik- und Medienbranche, unter anderem auch das Musikforum Rüdiger J. Veith und die Dorian Gray Studios, zur music support group zusammen. Unter dem Firmenverbund wurden auch erstmals berufliche Aus- und Weiterbildungen im Bereich Ton, Komposition und Management angeboten, kurz msg Akademie genannt.
Im Jahr 2004 wurde die msg Akademie in Deutsche POP umfirmiert. Unter dem Motto „Kreativ Karriere machen“ wurde vom bayerischen Staatsminister Erwin Huber der offizielle Startschuss gegeben. Das POP steht bei Deutsche POP nicht für die Popmusik, sondern sinnbildlich für die populären Künste und populären Berufe, in denen am Institut ausgebildet wurde. Es folgten Eröffnungen in München, Köln, Hamburg und Berlin. 2011 bis 2012 kamen die Standorte Nürnberg, Wien, Hannover, Stuttgart, Frankfurt am Main und Bremen hinzu.
Ab 2014 bot die Akademie Deutsche POP in Zusammenarbeit mit der University of West London Bachelor-Studiengänge an. 2015 eröffnete ein weiterer Standort in Leipzig und 2016 folgte mit dem Campus in Bochum der zwölfte Akademie-Standort. Im Jahr 2016 eröffnete der erste nicht-deutschsprachige Standort in Amsterdam, der unter dem internationalen Namen United POP auftrat. 2017 eröffnete die Akademie in Dresden einen weiteren Standort in Deutschland und in Melbourne startete 2018 der zweite internationale Campus. 2019 öffnen weitere Standorte in Jakarta, Peking, Zagreb, Split, Rijeka, Ljubljana und Madrid.
Die Music Support Group GmbH, die die Akademie Deutsche POP betreibt, ist in Deutschland seit Dezember 2023 im Insolvenzverfahren. Am 02.01.2024 wurde der Lehrbetrieb der Deutschen POP eingestellt. Bestimmte Fachbereiche und Ausbildungsgänge wurden daraufhin vom international agierenden SAE Institute übernommen, das auch in Köln über einen Standort verfügt.

## Bildungskonzept
Die Akademie Deutsche POP hat Praxisausbildungen in sechs Fachbereichen angeboten:
- Music & Sound
- Marketing & Management
- Acting, Voice & Communication
- Games, Film & Photography
- Design, Fashion & Make-Up
- Fitness & Sports

Diese Fachbereiche umfassten über 30 Ausbildungs- und Studiengänge, die sich aus 60 individuell kombinierbaren Einzelkursen zusammensetzten. In Kooperation mit der University of West London konnten einige Praxisausbildungsgänge zusätzlich mit einem Abschluss bachelor of arts beendet werden.

## Studiengänge
Folgende Bachelor-Studiengänge mit dem Abschluss Bachelor of Arts (Hons) wurden in Kooperation mit Partneruniversitäten angeboten:
| Music & Sound                         | Marketing & Management     | Acting, Voice & Communication | Games, Film & Photography | Design, Fashion & Make-Up    |
| ------------------------------------- | -------------------------- | ----------------------------- | ------------------------- | ---------------------------- |
| BA (Hons) Music Technology Specialist | BA (Hons) Music Management | BA (Hons) Media Reporter      | BA (Hons) Photography     | BA (Hons) Fashion & Textiles |
|                                       |                            |                               | BA (Hons) Graphic Design  |                              |

Die Studienzeit betrug in Vollzeit 30 Monate und in Teilzeit bis zu 48 Monate. Über ein Fast Track Degree ließ sich durch intensive Belegungsart die Studienzeit auf 24 Monate verkürzen.
Das Bachelor-Programm ist von der University of West London (UWL) validiert worden und entsprach den Anforderungen der Quality Assurance Agency for Higher Education und des Qualifikationsrahmens der Higher Education Area. Der Bachelor-Abschluss wurde nach britischem Hochschulrecht verliehen. Nach Einzelfallprüfung ist ein Studium daher ohne Abitur / Matura möglich gewesen. Die UWL besitzt als akkreditierte, britische Universität in Deutschland den Status „H+“ und ist daher als Hochschule anzusehen. Mit dem erfolgreichen Abschluss erzielen Studierende dabei 360 Credit Points, die 180 ECTS entsprechen.

## Ausbildungsgänge
Folgende Ausbildungen mit dem Abschluss Deutsche-POP-Diploma wurden angeboten:
| Music & Sound              | Marketing & Management  | Voice & Communication | Games, Film & Photography | Design, Fashion & Makeup | Fitness & Sports           |
| -------------------------- | ----------------------- | --------------------- | ------------------------- | ------------------------ | -------------------------- |
| Musikproduzent             | Musik- / Eventmanager   | Moderator / Redakteur | Foto- / Mediendesigner    | Grafikdesigner           | Group Fitness Professional |
| Audio Designer             | Marketingmanager        | Moderator             | Videoproduzent            | Modedesigner             | Life Balance Coach         |
| Tonmeister                 | Medienmanager           | Synchronsprecher      | Fotodesigner              | Modemanager              | Personal Trainer           |
| Komponist                  | Eventmanager            | Fotojournalist        | Gamedesigner              | Make-Up Artist           |                            |
| Audio Engineer             | Online-Marketingmanager | Redakteur             | Kameramann & Cutter       | Mediendesigner           |                            |
| Audioproduzent             |                         |                       | Game Artist               |                          |                            |
| Songwriter                 |                         |                       | Film & Motion Designer    |                          |                            |
| Musicdesigner              |                         |                       |                           |                          |                            |
| Interactive Audio Designer |                         |                       |                           |                          |                            |

Die Studienzeit in Vollzeit betrug je nach Ausbildungsgang 12 bis 24 Monate. In Teilzeit betrug die maximale Studienzeit 48 Monate und konnte berufsbegleitend absolviert werden.

## Standorte
Die Akademie Deutsche POP / United POP war an den folgenden Standorten in Deutschland, Österreich, den Niederlanden, Kroatien, Slowenien, China, Indonesien und Australien vertreten:
Der Unterricht fand je nach Standort in Landessprache oder auf Englisch statt. Ausgewählte Einzelkurse waren zudem als Onlinekurs belegbar.
| Amsterdam         | Berlin    | Bochum   | Bremen    | Dresden   |
| Frankfurt am Main | Hamburg   | Hannover | Jakarta   | Köln      |
| Leipzig           | Ljubljana | Madrid   | Melbourne | München   |
| Nürnberg          | Peking    | Rijeka   | Split     | Stuttgart |
| Wien              | Zagreb    | Online   |           |           |

## Förderung
Die Deutsche POP war zugelassener Bildungsträger nach dem Recht der Arbeitsförderung und zertifiziert durch die Well Done Zertifizierungsgesellschaft mbH. Ausbildungsgänge konnten von Arbeitsagenturen, der Bundeswehr, Rentenversicherungen, Knappschaften oder anderen Trägern gefördert werden und sind gemäß SGB III nach AZAV für eine Förderung zertifiziert.